# جولیتا کاردینالی
جولیتا کاردینالی (انگلیسی: Julieta Cardinali؛ زادهٔ ۲۱ اکتبر ۱۹۷۷) هنرپیشه اهل آرژانتین است.
از فیلم‌ها یا برنامه‌های تلویزیونی که وی در آن نقش داشته‌است می‌توان به ولنتاین، دنیای کمتر بد، و شبی با عشق سابرینا اشاره کرد.